# Ezekiel Whitman

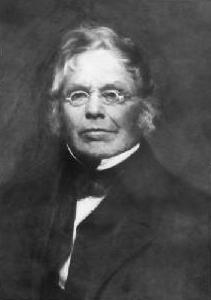
Ezekiel Whitman

Ezekiel Whitman (* 9. März 1776 in East Bridgewater, Plymouth County, Province of Massachusetts Bay; † 1. August 1866 ebenda) war ein US-amerikanischer Jurist und Politiker. Zwischen 1809 und 1821 saß er mehrfach für den Bundesstaat Massachusetts im US-Repräsentantenhaus. In den Jahren 1821 und 1822 vertrat er dort auch den Staat Maine.

## Werdegang
Ezekiel Whitman besuchte bis 1795 die Brown University in Providence (Rhode Island).  Nach einem anschließenden Jurastudium und seiner im Jahr 1799 erfolgten Zulassung als Rechtsanwalt begann er in New Gloucester in seinem neuen Beruf zu praktizieren. Im Jahr 1807 zog er nach Portland, wo er bis 1852, abzüglich seiner Kongress- und Richterzeiten, als Rechtsanwalt arbeitete. Beide Städte gehörten bis 1820 zu Massachusetts und kamen dann zum neuen Staat Maine.
Whitman war Mitglied der Föderalistischen Partei. Im Jahr 1806 kandidierte er erstmals, noch erfolglos, für das US-Repräsentantenhaus. Bei den Kongresswahlen des Jahres 1808 wurde er dann im 15. Wahlbezirk von Massachusetts, der im District of Maine lag, in das US-Repräsentantenhaus in Washington, D.C. gewählt. Dort trat er am 4. März 1809 die Nachfolge von Daniel Ilsley an. Bis zum 3. März 1811 konnte er zunächst nur eine Legislaturperiode im Kongress absolvieren. Zwischen 1815 und 1816 gehörte Whitman dem Regierungsrat von Massachusetts an. Im Jahr 1816 wurde er erneut für den 15. Distrikt in das Repräsentantenhaus gewählt. Nach einer Wiederwahl im Jahr 1818 konnte er zwischen dem 4. März 1817 und dem 3. März 1821 zwei weitere Legislaturperioden für Massachusetts im Kongress verbringen.
Im Zusammenhang mit der Aufnahme neuer Staaten in die Union kam es 1820 zum Missouri-Kompromiss. Ein Resultat dieser Vereinbarung war die Abspaltung des District of Maine von Massachusetts und die Gründung des neuen Bundesstaates Maine. Im Jahr 1819 war Whitman Delegierter auf der Versammlung, auf der die Staatsverfassung des neuen Staates vorbereitet wurde. Bei den Kongresswahlen des Jahres 1820 wurde Whitman im zweiten Wahlbezirk von Maine erneut in den Kongress gewählt. Dort vertrat er bis zu seinem Rücktritt am 1. Juni 1822 den neuen Staat.
Zwischen 1822 und 1841 war Ezekiel Whitman Berufungsrichter in Maine. Im Jahr 1838 strebte er erfolglos eine Rückkehr in den Kongress an. Zwischen 1841 und 1848 war er Vorsitzender Richter (Chief Justice) des Obersten Gerichtshofs von Maine. Bis 1852 arbeitete er noch als Anwalt weiter. Dann zog sich Whitman in den Ruhestand zurück, den er in seinem Geburtsort East Bridgewater verbrachte. Dort ist er am 1. August 1866 im Alter von 90 Jahren verstorben.